# Poissonnière (metropolitana di Parigi)
Poissonnière è una stazione della linea 7 della metropolitana di Parigi sulla situata nel IX e sul X arrondissement di Parigi.

## La stazione
Aperta nel 1910, prende il nome da rue Poissonnière.

## Interscambio
- Bus RATP

## Nelle vicinanze
- Lycée Lamartine